# Hypocacculus nigrocaeruleus
Hypocacculus nigrocaeruleus är en skalbaggsart som beskrevs av Thérond 1960. Hypocacculus nigrocaeruleus ingår i släktet Hypocacculus och familjen stumpbaggar. Inga underarter finns listade i Catalogue of Life.